# إيراسيستراتوس
إيراسيستراتوس هو طبيب وعالم تشريح يوناني من أهل القرن الثالث قبل الميلاد.

## روابط خارجية
- إيراسيستراتوس على موقع الموسوعة البريطانية (الإنجليزية)